# Roger Casamajor
Roger Casamajor Esteban (Seo de Urgel, Lérida, 17 de diciembre de 1976) es un actor español.

## Biografía
Comienza su formación teatral en Andorra, formando parte de la compañía Somhiteatre y recorriendo Cataluña con numerosas obras. Luego se desplaza a Barcelona para proseguir sus estudios en el Colegio del Teatro y en el Instituto del Teatro.
Su debut cinematográfico se produce en 2000 como protagonista de la inquietante El mar, de Agustí Villaronga. Posteriormente ha intervenido, entre otras, en las siguientes películas Salvajes (Carlos Molinero, 2001); Guerreros (Daniel Calparsoro, 2001); Estrella del sur (Luis Nieto, 2002); Nubes de verano (Felipe Vega, 2004); El laberinto del fauno (Guillermo del Toro, 2006); Pan negro (Agustí Villaronga, 2010) y El elegido (Antonio Chavarrías, 2016).
Aparece también en series catalanas de televisión como Temps de silenci (2001), Àngels i sants (2006), Mar de fons (2006-07) o La vía Augusta (2007), además de continuar con su actividad teatral (El tinent d'Inishmore, Carnaval, Un enemic del poble, etc.). Más recientemente ha protagonizado La Mesías (2023), dirigida por Javier Ambrossi y Javier Calvo, y presentada en el festival de cine de San Sebastián.

## Filmografía

### Cine[3]
| Año  | Película                               | Personaje         | Director(a)                                       | Notas        |
| ---- | -------------------------------------- | ----------------- | ------------------------------------------------- | ------------ |
| 1995 | La sucursal                            |                   | Jesús Font                                        |              |
| 2000 | El mar                                 | Ramallo           | Agustí Villaronga                                 |              |
| 2001 | Salvajes                               | Guillermo         | Carlos Molinero                                   |              |
| 2001 | La isla del holandés                   | Salgado           | Sigfrid Monleón                                   |              |
| 2002 | La casita blanca. La ciudad oculta     | Facerías          | Carles Balagué                                    | Documental   |
| 2002 | Guerreros                              | Soldado Lucas     | Daniel Calparsoro                                 |              |
| 2002 | Estrella del sur                       | Mateo Gamboa      | Luis Nieto                                        |              |
| 2003 | Sincopat                               | Albert            | Miguel Milena                                     |              |
| 2004 | Nubes de verano                        | Tomás             | Felipe Vega                                       |              |
| 2004 | Clown                                  | Clown             | Stephen Lynch                                     | Cortometraje |
| 2005 | Amor idiota                            | Diseñador         | Ventura Pons                                      |              |
| 2005 | Campos de fresas                       | Eloi              | Carlos Pastor                                     | Telefilme    |
| 2006 | El laberinto del fauno                 | Pedro             | Guillermo del Toro                                |              |
| 2006 | Locos por el sexo                      | Floren            | Javier Rebollo                                    |              |
| 2006 | El coronel Macià                       | Daniel Cardona    | Josep Maria Forn                                  |              |
| 2007 | Después de la lluvia                   | Missatger         | Agustí Villaronga                                 | Telefilme    |
| 2008 | La marinera                            | Pandullo          | Antón Dobao                                       | PelÍcula TV  |
| 2008 | Comida para gatos                      | Víctor            | Carlos Pastor                                     | PelÍcula TV  |
| 2009 | Algo que aprender                      | Andrés            | María Eugenia Arteaga                             | Cortometraje |
| 2010 | Pan negro                              | Farriol           | Agustí Villaronga                                 |              |
| 2010 | Els tres soldats                       |                   | Alfons Casal, Héctor Mas                          | Cortometraje |
| 2010 | Bestezuelas                            | Lillo             | Carlos Pastor                                     |              |
| 2010 | Espiz                                  | Santi             | Martín Gutiérrez                                  | Cortometraje |
| 2011 | Clara Campoamor. La mujer olvidada     | Ignacio           | Laura Mañá                                        | PelÍcula TV  |
| 2011 | Terra baixa                            | Xeixa             | Isidro Ortiz                                      | PelÍcula TV  |
| 2013 | Gente cerca                            | Marc              | Sergio Colmenar                                   | Cortometraje |
| 2014 | Les nenes no haurien de jugar a futbol | Toni              | Sonia Sánchez                                     | PelÍcula TV  |
| 2015 | Fassman, el increíble hombre radar     | Rafel             | Joaquín Oristrell                                 |              |
| 2016 | Laia                                   | Esteve            | Lluís Danés                                       | PelÍcula TV  |
| 2016 | Jo, Ramón Llull                        | Ramón Llull joven | Joan Gallifa, Antoni Tortajada, Joan López Lloret | Documental   |
| 2016 | Elefants blancs                        | El hombre         | Artur Trias                                       | Cortometraje |
| 2016 | El elegido                             | Carles Vidal      | Antonio Chavarrías                                |              |
| 2017 | Incierta gloria                        | Anarquista        | Agustí Villaronga                                 |              |
| 2018 | Todos lo saben                         | Joan              | Asghar Farhadi                                    |              |
| 2019 | El enigma Verdaguer                    | Jaume Collell     | Lluís María Güell                                 | PelÍcula TV  |
| 2020 | Maremar                                | Pèricles          |                                                   | PelÍcula TV  |
| 2020 | La vampira de Barcelona                | Sebastià Comas    | Lluís Danés                                       |              |
| 2021 | El secreto                             | David             | Esmeralda Berbel y Leandro Sosa                   | Cortometraje |
| 2021 | Tros                                   | Pepe              | Pau Calpe                                         |              |
| 2021 | El vientre del mar                     | Savigny           | Agustí Villaronga                                 |              |
| 2021 | Libertad                               | Capitán Expósito  | Enrique Urbizu                                    |              |
| 2022 | 42 segundos                            | Pere Badene       | Àlex Murrull, Dani de la Orden                    |              |
| 2022 | El frío que quema                      | Antoni            | Santi Trullenque                                  |              |
| 2022 | Quico Sabaté: sense destí              | Quico Sabaté      | Silvia Quer                                       | PelÍcula TV  |
| 2023 | Quiet                                  | Padre             | Héctor Romance                                    | Cortometraje |
| 2025 | Hamburgo                               | Cacho             | Lino Escalera                                     |              |
| 2025 | Mikaela                                | Jon               | Daniel Calparsoro                                 |              |
| 2025 | La buena letra                         | Tomás             | Celia Rico Clavellino                             |              |

### Televisión
| Año        | Serie              | Personaje                     | Creador(es) | Notas     |
| ---------- | ------------------ | ----------------------------- | --- | --------- |
| 2005       | Mar de fondo       |                               | Rodolf Sirera, Josep María Benet i Jornet, David Castillo, Jesús Segura |           |
| 2006       | Àngels i sants     |                               | Pau Freixas | Miniserie |
| 2006 -2008 | Ventdelplà         | Ricard Trias                  | Josep Maria Benet i Jornet, Javier Olivares, Anaïs Schaaff, Laia Aguilar, Eulàlia Carrillo, Jordi Calafí, Héctor Lozano, David Plana, Pere Riera, .....                                        |           |
| 2009       | Infidels           | Òscar Rius                    | Sònia Sánchez, María Almagro, Xavier Berraondo |           |
| 2010       | Enrique de Navarra | Maximilien de Béthune "Rosny" | Jo Baier | Miniserie |
| 2012       | Grand Nord         | Joan Coll                     | Carles Gené, Jesús Font |           |
| 2015       | Teatral            | Quinto Bassetti               | Judith Colell, Román Parrado |           |
| 2016       | Noche y día        | Guti                          | Lluís Arcarazo, Jordi Galcerán, Manuel Huerga, Oriol Paulo |           |
| 2016 -2019 | La Riera           | Quiroga                       | Pere Puig, Esteve Rovira, Enric Banqué, Trinitat Manzanares, Aina Ivern, Dani Ventura, Sergi Lara, Maria Pinell, Xavi García, Àlex Ripoll, Gabriel Serralabós, Eulàlia Carrillo, Xavier Garcia |           |
| 2019       | Hache              | Bruno                         | Verónica Fernández, Jorge Torregrossa, Fernando Trullols |           |
| 2021       | Libertad           | Capitán Expósito              | Enrique Urbizu, Miguel Barros, Michel Gaztambide |           |
| 2021       | Moebius            | Albert Compte                 | Eduard Cortés, Patricia Font |           |
| 2023       | La mesías          | Eric adulto                   | Javier Ambrossi, Javier Calvo |           |
| 2024       | Las largas sombras | César                         | Clara Roquet, Júlia de Paz |           |

## Premios y nominaciones

### Premios Gaudí
| Año  | Categoría                                 | Película           | Resultado | Ref.  |
| ---- | ----------------------------------------- | ------------------ | --------- | ----- |
| 2011 | Mejor interpretación masculina secundaria | Pan negro          | Ganador   | [ 4 ] |
| 2022 | Mejor interpretación masculina            | El vientre del mar | Nominado  | [ 5 ] |

### Premios Feroz
| Año  | Categoría                                       | Trabajo   | Resultado | Ref.  |
| ---- | ----------------------------------------------- | --------- | --------- | ----- |
| 2024 | Mejor actor protagonista de serie de televisión | La mesías | Ganador   | [ 6 ] |

### Premios Forqué
| Año  | Categoría                          | Trabajo   | Resultado | Ref.  |
| ---- | ---------------------------------- | --------- | --------- | ----- |
| 2023 | Mejor actor en serie de televisión | La mesías | Ganador   | [ 7 ] |

- Premio Francisco Rabal de la Semana del Cine español de Murcia por La isla del holandés (2002).
- 2021: Premio a la mejor interpretación masculina en el Festival de Cine de Málaga, por el film El vientre del mar, dirigida por Agustí Villaronga.[8]